# Общ Сърт
Общ Сърт (на руски: Общий Сырт) е ниско възвишение в югоизточната част на Източноевропейската равнина, разположено на територията на Саратовска, Самарска и Оренбургска област на Русия и Западноказахстанска област на Казахстан. Простира се от запад на изток на протежение около 500 km от река Волга до крайните югозападни разклонения на Южен Урал. На североизток се свързва с Бугулминско-Белебеевското възвишение. Максимална височина 405 m (52°04′07″ с. ш. 54°23′08″ и. д. / 52.068611° с. ш. 54.385556° и. д.), в източната му част, на 2 km северно от село Араповка Оренбургска област. Възвишението е изградено от пясъчници, глини и варовици с пермска и мезозойска възраст. Много характерни са платообразните вододели и стъпаловидните склонове. На места се срещат куполообразни остатъчни височини, т.нар. шихани. То е вододел между водосборните басейни на реките Волга и Урал. Към басейна на Волга от него водят началото си реките Еруслан, Голям Иргиз, Чапаевка, Самара с притоците си Бузулук, Ток и Голям Уран и Дьома. Към водосборния басейн на Урал се отнасят реките Салмиш, Иртек и Шаган, а към безотточния басейн на Саръкамъшките езера – реките Малък Узен и Голям Узен. Преобладават ливадно-злаковите степи.